# Neptuno del Puntón
Neptuno del Puntón est une statue de Luis Arencibia créée en 2001 et située en Espagne, sur la commune de Telde, à Grande Canarie. 

## Présentation
Installée à quelques mètres du rivage de la plage de Melenara, elle représente le dieu romain Neptune nu, tenant son trident et sortant des flots.
Réalisée en bronze, elle est l'œuvre de l'artiste canarien Luis Arencibia.
Elle est aujourd'hui l'un des lieux les plus photographiés de l'île de Grande Canarie. 

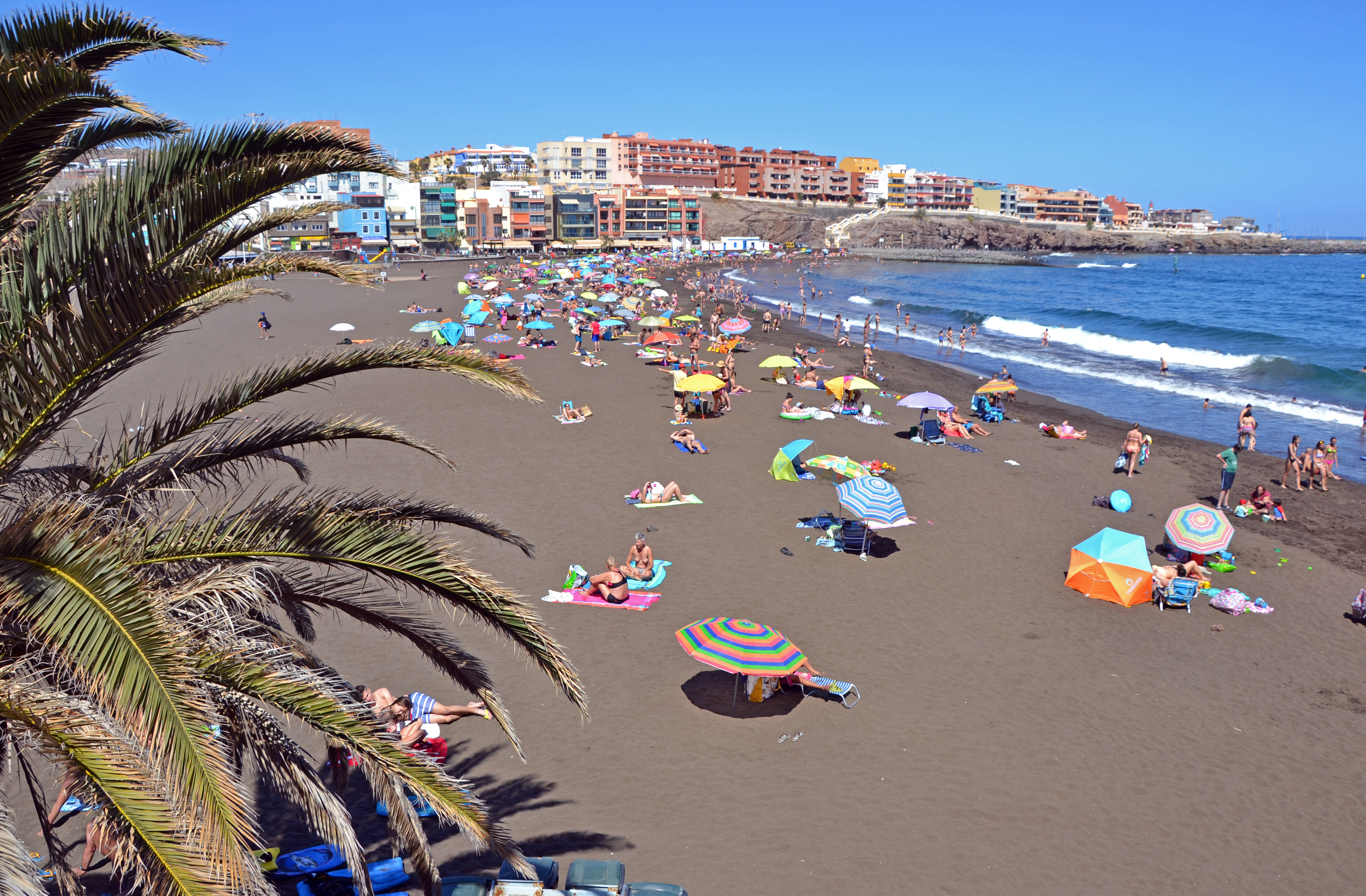
Vue de la plage de Melenara (Telde) où est installée la statue, visible au bout de la jetée sur la droite.